# Federationen av socialistiska arbetare i Frankrike
Federationen av socialistiska arbetare i Frankrike eller Franska socialistiska arbetarfederationen (franska: Fédération des travailleurs socialistes de France, FTSF) grundades 1879 och var Frankrikes första socialistiska parti. FTSF karaktäriserades av possibilism eftersom partiet förespråkade gradvisa reformer av samhället. Partiets ledare var Paul Brousse.

## Formering efter Pariskommunen
Efter att Pariskommunen hade misslyckats 1871 var socialismen i Frankrike så gott som död och dess ledare halshuggna eller landsförvisade, men 1879 samlades arbetarorganisationer till kongress i Marseille och grundade Federationen av socialistiska arbetare i Frankrike (FTSF). Bara ett år efter grundandet lämnade Jules Guesde och Paul Lafargue (Karl Marx svärson) federationen. De ansåg att FTSF var för moderat, tillbakahållet och revisionistiskt, och grundade därför Franska arbetarepartiet (POF). FTSF beskrivs som possibilistiskt eftersom partiet förespråkade gradvisa reformer, medan POF förespråkade marxistisk revolution.
Samtidigt grundade Édouard Vaillant och Louis Auguste Blanqui Centrala revolutionskommittén (CRC) som representerade den franska revolutionära traditionen.

## Valframgångar och splittring
På 1880-talet fick socialisterna sina första valframgångar och tog över några kommuner. Jean Allemane och andra FTSF-medlemmar kritiserade partiet för ensidigt fokus på valrörelser och parlamentariskt representationskap vilket ledde till att partiet splittrades 1890. Jean Allemane med flera lämnade FTSF och bildade Revolutionära socialistiska arbetarepartiet (POSR). Det nybildade partiet förespråkade revolutionär generalstrejk. 
Flera parlamentsledamöter identifierades som socialister utan att vara medlemmar i något parti. De flesta av dessa förespråkade moderat hållning och reformism. 

## Upplösning
På 1890-talet, medan Dreyfusaffären bräserade och splittrade landet, debatterade socialistiska organisationer huruvida de skulle förena sig med andra vänsterkrafter för att försvara Alfred Dreyfus och stå upp mot nationalism och klerikalism. I motsats till Jean Jaurès ansåg Jules Guesde att socialister inte skulle samarbeta med grupper som stödde "borgerlig demokrati". År 1899 rasade en debatt bland socialistiska grupper om Alexandre Millerands deltagande i Pierre Waldeck-Rousseaus kabinett. Kabinettet innefattade nämligen även markis de Gallifet, utsedd som krigsminister, som var mest känd för att ha slagits mot och besegrat Pariskommunen.
År 1902 slogs FTSF, POSR och Jean Jaurès med anhängare samman och bildade Franska socialistpartiet (PSF). Det nybildade partiet slogs tre år senare samman med Frankrikes socialistiska parti (PSdF) och bildade Franska sektionen av Arbetarinternationalen (SFIO).